# ايلهام جايا كسوما
ايلهام جايا كسوما (بالإندونيسية: Ilham Jaya Kesuma)‏ (19 سبتمبر 1978 بفلمبان في إندونيسيا - ) هو لاعب كرة قدم إندونيسي في مركز الهجوم. شارك مع منتخب إندونيسيا لكرة القدم. أما مع النوادي، فقد لعب مع بالي يونايتد ونادي سريويجايا وميترا كوكار ‏ وMPPJ Selangor F.C. ‏ وبيرسيتا تانغيرانغ.

## روابط خارجية
- ايلهام جايا كسوما على موقع قاعدة بيانات كرة القدم.إي يو (الإنجليزية)
- ايلهام جايا كسوما على موقع ناشيونال فوتبول تيمز (الإنجليزية)